# Liga Futebol Amadora Primeira Divisão
Giải bóng đá nghiệp dư hạng nhất Đông Timor (Tiếng Bồ Đào Nha: Liga Futebol Amadora Primeira Divisão), có khi còn gọi là LFA Primeira Divisão là hạng đấu cao nhất của Liga Futebol Amadora và bóng đá Đông Timor.

## Lịch sử
Liga Futebol Amadora Primera Divisão bắt đầu từ mùa giải 2016 thay thế cho Super Liga Timorense trở thành giải đấu hàng đầu của Đông Timor. Sport Laulara e Benfica là đội vô địch đầu tiên.

## Tổng quan

### Tham dự giải đấu cấp câu lạc bộ châu Á
Đội vô địch được quyền đại diện Đông Timor tham gia vòng loại Cúp AFC.

### Xuống hạng từ Primeira Divisão
Tối đa 2 đội cuối bảng sẽ xuống hạng trực tiếp ở Segunda Divisão.

## Câu lạc bộ tham gia mùa giải 2018
8 đội bóng sau tham dự Liga Futebol Amadora Primera Divisão 2018 với việc DIT F.C. trở lại hạng đấu cao nhất sau khi mùa giải trước xuống chơi tại Segunda Divisao và Atlético Ultramar là đội bóng thăng hạng mới.
- Gold – Đương kim vô địch
- Xanh lá – Thăng hạng từ Segunda Divisao

| Câu lạc bộ              | Năm gia nhập | Số mùa giải ở LFA | Based in       | Mùa giải đầu tiên ở hạng cao nhất | Số mùa giải ởin hạng cao nhất | Thời gian hiện tại ở hạng cao nhất | Danh hiệu gần đây nhất |
| ----------------------- | ------------ | ----------------- | -------------- | --------------------------------- | ----------------------------- | ---------------------------------- | ---------------------- |
| Académica               | 2016         | 3                 | Dili           | 2016                              | 3                             | 2016–                              | -                      |
| Atlético Ultramar       | 2016 (LFA2)  | 1                 | Manatuto       | 2018                              | 1                             | 2018–                              | -                      |
| Cacusan CF              | 2016 (LFA2)  | 2                 | Becora, Dili   | 2017                              | 2                             | 2017–                              | -                      |
| Carsae                  | 2016         | 3                 | Dili           | 2016                              | 3                             | 2016–                              | -                      |
| D.I.T                   | 2016         | 2                 | Dili           | 2016                              | 2                             | 2018–                              | -                      |
| Karketu Dili            | 2016         | 3                 | Dili           | 2016                              | 3                             | 2016–                              | 2017                   |
| Ponta Leste             | 2016         | 3                 | Dili           | 2016                              | 3                             | 2016–                              | -                      |
| Sport Laulara e Benfica | 2016         | 3                 | Laulara, Aileu | 2016                              | 3                             | 2016–                              | 2016                   |

## Lịch sử vô địch
| Năm  | Vô địch                 | Á quân       | Hạng ba       | Tham khảo |
| ---- | ----------------------- | ------------ | ------------- | --------- |
| 2016 | Sport Laulara e Benfica | Karketu Dili | Porto Taibesi | [ 1 ]     |
| 2017 | Karketu Dili            | Ponta Leste  | Carsae        | [ 2 ]     |

### Câu lạc bộ thành công nhất
| Câu lạc bộ              | Vô địch | Á quân | Năm vô địch |
| ----------------------- | ------- | ------ | ----------- |
| Karketu Dili            | 1       | 1      | 2017        |
| Sport Laulara e Benfica | 1       | -      | 2016        |
| Ponta Leste             | -       | 1      | -           |

## Giải thưởng

### Vua phá lưới
| Năm  | Cầu thủ         | Câu lạc bộ   | Số bàn thắng | Tham khảo |
| ---- | --------------- | ------------ | ------------ | --------- |
| 2016 | Patrich Wanggai | Karketu Dili | 10           |           |
| 2017 | Tingga          | Karketu Dili | 13           |           |

### Cầu thủ xuất sắc nhất
| Năm  | Cầu thủ | Câu lạc bộ |
| ---- | ------- | ---------- |
| 2016 |         |            |

### Đội hình tiêu biểu
| Năm  | Thủ môn               | Hậu vệ                                                                                      | Tiền vệ                                                                     | Tiền đạo                                                                   | Tham khảo |
| ---- | --------------------- | ------------------------------------------------------------------------------------------- | --------------------------------------------------------------------------- | -------------------------------------------------------------------------- | --------- |
| 2016 | Fagio Augusto (Porto) | Nelson Viegas (Karketu) Nelson Mendonca (Benfica) Anggisu Barbosa (Porto) Ade (Ponta Leste) | Nataniel Reis (Carsae) Boavida Olegario (Académica) José Oliveira (Benfica) | João Pedro (Benfica) Rufino Gama (Académica) Silveiro Garcia (Ponta Leste) | [ 3 ]     |